# Yngvars saga víðförla

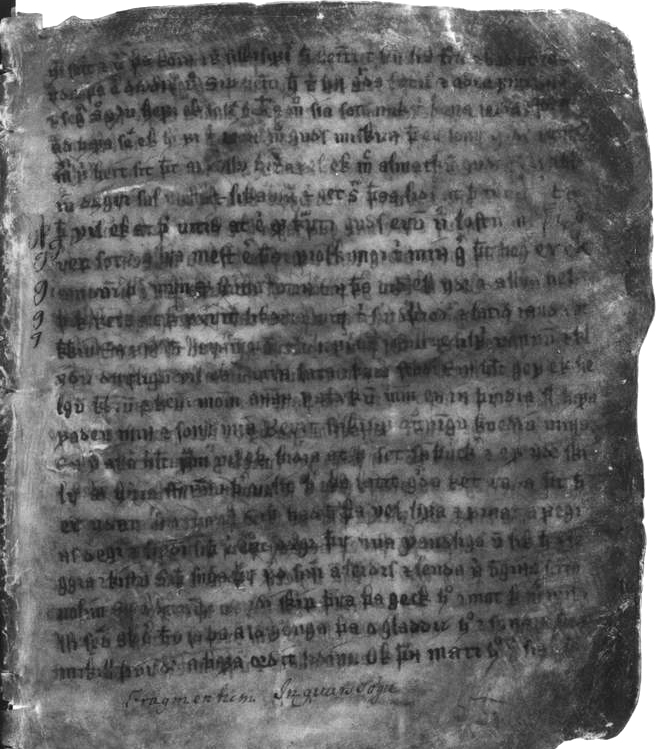
Page d'un des manuscrits.

L’Yngvars saga víðförla (« Saga d'Yngvarr le grand voyageur ») est une saga qui évoque notamment l'expédition à l'est d'un chef suédois nommé Yngvarr. Elle mêle à des événements historiques - le voyage d'Yngvarr, ou Ingvarr, est attesté par près de 30 pierres runiques - des emprunts à la littérature savante, des éléments fantastiques et une forte dimension chrétienne. Elle a longtemps été considérée comme une saga légendaire. Toutefois, la possibilité qu'elle ait été composée par Oddr Snorrason vers 1200 (bien qu'elle ne soit conservée que dans des manuscrits postérieurs à 1400) a conduit à remettre en cause ce classement.

## Récit

### Eymundr
Áki, un chef (höfðingi) suédois, enleva et épousa la fille du roi Eiríkr le Victorieux. Ils eurent un fils nommé Eymundr. Mais Eirík tua Áki et s’empara de ses biens. Eymundr fut élevé par le roi. Mécontent d’être spolié de son héritage, il fut banni de Suède par le roi Óláfr, successeur d’Eiríkr, après avoir tenté de s’emparer des impôts levés sur les domaines que possédait autrefois son père. Il partit ensuite pour Garðaríki (Russie), où il s’enrichit après avoir remporté de nombreuses batailles. S'étant réconcilié avec Óláfr, il revint en Suède prendre possession des terres qui avaient appartenu à son père. Il se maria et eut un fils nommé Yngvarr. Quelques années plus tard, celui-ci parvint à établir une véritable amitié entre son père et le roi.

### Yngvarr
Ygnvarr resta ensuite à la cour d’Óláfr. Il eut un fils nommé Sveinr. Après avoir réclamé en vain le titre de roi à Óláfr, il partit pour Garðaríki avec trente navires. Il passa trois années auprès du roi Jarizleifr, puis partit en expédition à l’Est pour trouver la source de la plus grande des rivières qui traversait le pays. En chemin, ils rencontrèrent d’abord un géant, puis un dragon, Jakúlus, avant d'arriver dans une ville où régnait la reine Silkisif. Ils y passèrent l’hiver, les hommes se voyant interdire par Yngvarr tout contact avec les habitants païens de la ville. La reine proposa le mariage à Yngvarr, mais celui-ci décida de poursuivre d’abord son exploration. Après avoir franchi une chute d’eau, ils rencontrèrent le roi Jólfr, qui régnait sur Heliópólis. Yngvarr et ses hommes y séjournèrent pendant l’hiver, sans contact, là encore, avec les habitants. Ils reprirent ensuite leur route et, après avoir franchi une nouvelle cataracte, ils rencontrèrent un autre géant, qu’ils tuèrent, puis affrontèrent des pirates. Ils arrivèrent enfin à la source de la rivière, où ils virent un dragon, couché sur un tas d’or dont ils parvinrent à s’emparer par la ruse. Explorant le cap alentour, nommé Siggeum, ils découvrirent un château hanté par des démons. Ils rebroussèrent ensuite chemin, et arrivèrent de nouveau à Heliópólis. Ils aidèrent Jólfr à triompher de son frère, qui tentait de s'emparer de son royaume. Le roi se retourna ensuite contre eux, mais ils le vainquirent. Puis, ils durent résister à des femmes qui jouaient une musique ensorcelante. Certains hommes cédèrent toutefois à la tentation de passer la nuit avec elles et périrent. Ils reprirent ensuite leur route, mais Yngvarr et d'autres hommes de son équipage tombèrent malades et moururent. Quand les survivants arrivèrent à Citópolis, Silkisif fit faire des funérailles à Yngvarr. Elle demanda à ses hommes de lui envoyer des prêtres pour christianiser le pays. Les hommes se disputèrent quant au chemin du retour, et seul un équipage revint en Suède.

### Sveinn
Quelques années plus tard, Sveinn partit à son tour vers l’Est. Avec ses hommes, il fut d’abord attaqué par des païens qu’ils vainquirent. Ils poursuivirent leur route jusqu’à l’endroit où les hommes d’Yngvarr avaient rencontré un premier géant. Là, ils furent attaqués par des cyclopes qu’ils mirent en déroute et s’emparèrent de leurs richesses. Plus tard, ils mirent pied à terre pour commercer avec des indigènes. Un différend provoqua un vaste combat que les hommes de Sveinn remportèrent. Après un nouvel affrontement avec des créatures mystérieuses, aux nez comme des becs d’oiseau, ils rencontrèrent des hommes menant une créature inconnue dont ils s’emparèrent et qu’ils tuèrent. Ils affrontèrent de nouveau des païens, qui les avaient invités à un banquet, mais les agressèrent en les voyant faire le signe de croix. Ils les défirent avec l’aide de Dieu. Ils se rendirent aussi à l’endroit où vivait le dragon Jakúlus, que Sveinn tua d’une flèche. Ils arrivèrent enfin au royaume de Silkisif. La reine essaya d’embrasser Svein, en raison de sa ressemblance avec Yngvarr, mais il repoussa cette païenne. Elle se fit baptiser, suivie de toute la population de la ville et épousa Sveinn. Sveinn convertit au christianisme tous les territoires sur lesquels il régnait désormais puis il fit ses préparatifs de départ, mais la reine lui demanda de rester. Elle fit valoir qu’il devait renforcer la foi chrétienne et construire des églises, à commencer par celle où son père pourra être enterré. Il pourrait partir ensuite. Sveinn accepta. Quand l’église fut finie, Sveinn repartit en Suède où la couronne lui fut offerte. Il la refusa et reprit la route de l'Est.

## Un fondement historique

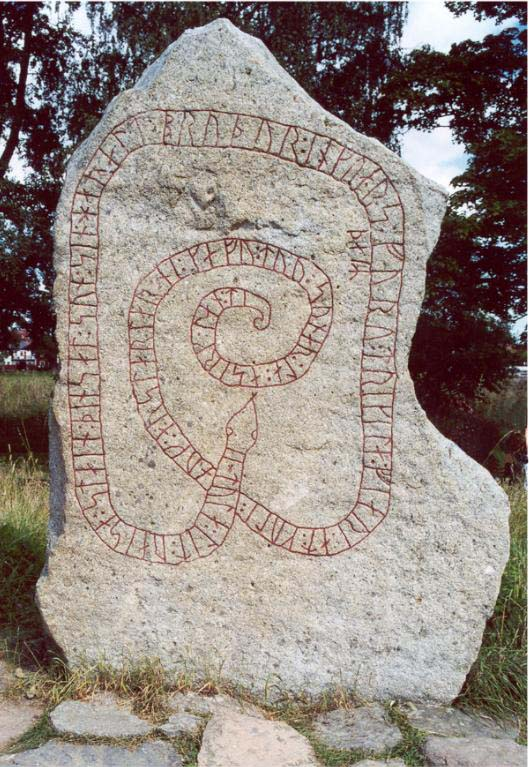
Pierre runique de Gripsholm, Södermanland, Suède.

26 pierres runiques situées autour du lac Mälar, dans le centre de la Suède (Uppland, Södermanland et Östergötland), ont été érigées dans la première moitié du XIe siècle en l'honneur d'hommes partis, et le plus souvent morts, sur la route de l'Est (austrvegr), au cours d'une expédition menée vers 1040 par un chef suédois nommé Ingvarr. Le but de ce voyage n'est pas indiqué, mais l'une des pierres runiques porte l'inscription suivante :
« Tola fit ériger cette pierre à la mémoire de son fils Haraldr, frère d'Ingvarr :
Ils allèrent vaillamment
au loin chercher de l'or
et dans l'Est
donnèrent de la pâture à l'aigle
Moururent dans le Sud
En Serkland. »
—Pierre runique de Gripsholm (Sö 179), traduction de Régis Boyer.
Serkland est généralement traduit par « pays des Sarrasins », mais sa signification demeure obscure, tout comme sa localisation. L'expédition pourrait avoir conduit les hommes d'Ingvarr autour de la mer Caspienne, ou jusqu'au Moyen-Orient,.
Il est possible qu'un autre témoignage historique figure dans la Chronique géorgienne (Kartlis tskhovreba). L'archéologue suédois Mats G. Larsson a en effet identifié à l'expédition d'Ingvarr une armée de 3000 Varègues présente en Géorgie vers 1040-1041. Une partie d'entre elles aurait pris part à la bataille ayant opposé le roi Bagrat IV au grand-duc Liparit. Les indications géographiques fournies par la saga pourraient également correspondre à la traversée du Caucase évoquée dans la Chronique.
Le voyage de Sveinn n'est en revanche pas attesté.

## De l'histoire à la saga
Les premiers récits consacré à l'expédition d'Yngvarr ont sans doute été composés en Suède au milieu du XIe siècle, dans l'entourage des hommes qui y avaient pris part, avant d'être repris par des conteurs.
Telle qu'elle a été conservée, l’Yngvars saga víðförla pourrait être l'œuvre du moine islandais Oddr Snorrason. Le dernier paragraphe de la saga indique en effet qu’elle a été composée d’après un livre écrit par le moine Oddr le sage (inn fróði). Il affirme qu’Oddr, dans une lettre adressée à Jón Loptsson et Gizurr Hallsson, aurait indiqué avoir écrit l’histoire d’après les témoignages d’un prêtre nommé Ísleifr, qui l’avait entendue d’un marchand, qui l’avait lui-même apprise à la cour du roi de Suède ; de Glúmr Þorgeirsson, qui la tenait de son père ; et de Þórir, à qui elle aurait été racontée par Klakka Sámsson, qui l’avaient entendue de la bouche de parents âgés.
L’exactitude de cette attribution a longtemps été contestée. Dietrich Hofmann s'est toutefois efforcé de démontrer qu'il était possible qu'Oddr ait écrit une telle saga en latin vers 1200, qui aurait été traduite en vieux norrois peu après. Sa thèse a fait l'objet d'une large approbation. Dans ce cas, l’Yngvars saga serait comparable, non pas à une saga légendaire, mais plutôt à des sagas d'exploration telles que les sagas du Vinland (Eiríks saga rauða et Grœnlendinga saga).

## Une œuvre littéraire

### Des noms empruntés à la littérature savante
Plusieurs des noms utilisés dans l’Yngvars saga pourraient provenir des Étymologies d'Isidore de Séville. Le nom de la ville égyptienne d'Héliopolis figure ainsi dans cette œuvre, même si l'auteur de la saga pouvait aussi avoir à l'esprit son homonyme syrienne, connue pour avoir été le lieu du martyre de sainte Barbara, à qui plusieurs églises étaient consacrées en Islande et qui a fait l'objet d'une saga (Barbare saga). Le fait qu'Isidore mentionne aussi Sigeus, un promontoire situé dans l'Hellespont, d'où pourrait dériver Siggeum, et le « serpent volant » Jaculus rendent « hautement probable » l'hypothèse que les Étymologies aient servi de source au rédacteur de l’Yngvars saga, qu'il en ait eue une connaissance directe ou, comme c'est plus vraisemblable, indirecte, par l'intermédiaire d'hommes ayant étudié dans des universités européennes.